# 勒那摩提
勒那摩提，意為寶意。中印度人，北魏譯經僧。他在北魏宣武帝正始五年到洛陽，跟菩提流支一起奉宣武帝之命翻譯佛經，他的譯作有世親所著《十地經論》其他的譯作還有《妙法蓮華經論優波提舍》跟《究竟一乘寶性論》
他跟菩提流支合作譯出一些瑜珈學系的重要著作，但是他們的初期翻譯比較生硬，有些用詞不够恰當，但是隨著時間的累積逐漸成熟。
勒那摩提跟菩提流支在翻譯《十地經論》時有不同見解，其中本於勒那摩提而始於慧光的流派，稱為「地論師南道派」，慧光是勒那摩提的弟子，十三歲時跟父親入洛陽皈依了佛陀扇多（Buddhaśānta），當時洛陽翻譯佛經者有菩提流支、勒那摩提、佛陀扇多，分別進行翻譯工作，慧光常常在他們傳述分歧時擔任溝通的橋樑，受到勒那摩提的教導著成《十地經論述》。